# Munna wolffi
Munna wolffi là một loài chân đều trong họ Munnidae. Loài này được Fresi & Mazzella miêu tả khoa học năm 1974.